# Ceginus
Ceginus eller Fi Bootis (φ Boo, φ Bootis), som är stjärnans Bayerbeteckning, är en jättestjärna i norra delen av stjärnbilden Björnvaktaren.

## Egenskaper
Ceginus är en gul jättestjärna av spektralklass G med en skenbar magnitud på 5,25. Den befinner sig på ett avstånd av ungefär 163 ljusår från solen.